# Seixo de Ansiães
Seixo de Ansiães es una freguesia portuguesa del municipio de Carrazeda de Ansiães, con 2220ha km² de superficie y 379 habitantes (2007). Su densidad de población es de 16,6 hab/km².